# Tomi Putaansuu
Tomi Petteri Putaansuu (Rovaniemi, Laponia; 15 de febrero de 1974), más conocido como Mr. Lordi, es un músico, cantautor, pintor, maquillador finés y vocalista del grupo Lordi. En su infancia fue seguidor del hard rock, en especial del grupo Kiss. Estudió edición audiovisual en Tornio, y posteriormente creó allí su primer videoclip.

## Biografía
Nació y creció en Rovaniemi. Se interesó a muy temprana edad en los monstruos y los efectos especiales, con especial devoción en el cine de terror. Fue aficionado a The Muppet Show y de E.T., el extraterrestre, y pronto se introdujo en el mundo del heavy metal.
Siempre se interesó en las máscaras y en los efectos visuales, además de ser gran admirador de Alice Cooper, Kiss y Twisted Sister. Empezó muchas cintas ficticias con sus amigos y diseñó logos y portadas para todas ellas.
Cuando aún estudiaba, empezó a realizar cine de terror con sus amigos. Como director y diseñador de efectos, él y los jóvenes cineastas Pete Riski —que sería el director de los videoclips y las películas de su grupo—, Petri Kangas y Kimmo Valtanen —director de la sucursal de Sony BMG en Finlandia— y Tomi Yli-Suvanto consiguieron varios premios y representaron a Finlandia en festivales de cine internacionales. Una de sus películas la protagonizó un monstruo llamado «Roikottaja» que sería el monstruo en el que se basó el personaje actual de Tomi —Mr. Lordi—.
Por aquel entonces, se encontró vestido con ropa de heavy metal en el Sampo Square en su ciudad natal. A esa plaza aún se la conoce como «The Lordi Square» —la plaza de Lordi—.

## Trayectoria

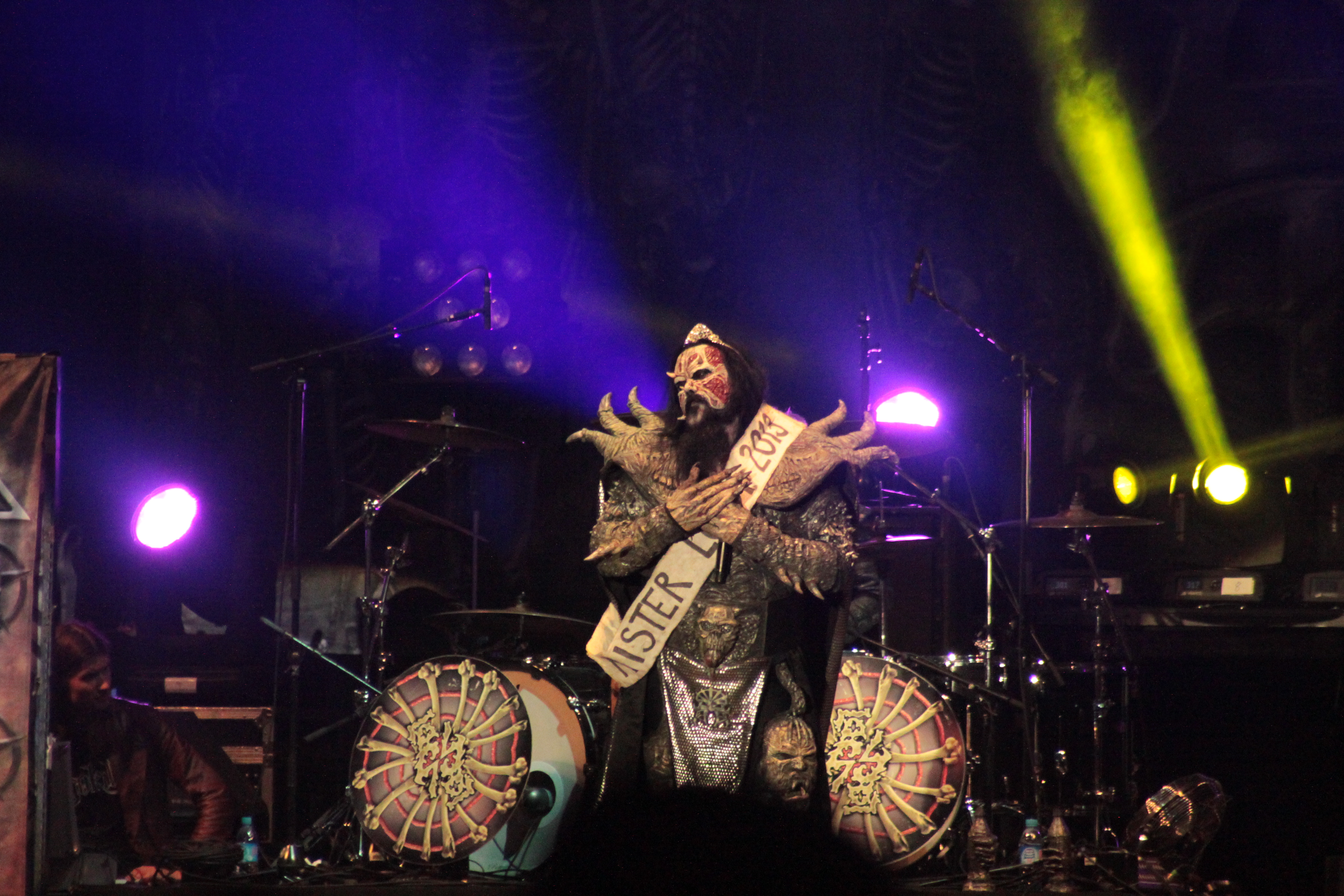
Mr. Lordi en el Hellfest de 2013.

Fundó Lordi en Rovaniemi en 1992 cuando tenía 18 años, y creó su primera maqueta, Napalm Market, en 1993. Describió sus canciones como: «Unas canciones creadas por Kiss en 1983, versionadas por Pantera en 1992 y remezcladas por Puff Daddy».
Años después se licenció en Bellas Artes, especializándose en edición de video. Hizo el primer videoclip de Lordi, Inferno, una combinación de terror, fantasía y música heavy metal de siete minutos, en 1995. Este vídeo lo protagonizaron los amigos de Tomi maquillados, con máscaras y con decoraciones de terror creadas por Tomi —donde cantó sin ningún tipo de maquillaje—. Dicha canción puede encontrarse en el álbum Rockmurskaa, junto con la canción «Caught the Black Fire» cantada por Lordi en la banda Wanda Whips Wall Street. Poco después conoció a su futuro grupo en un viaje a Suecia para ir a una reunión del Kiss Army, el club de seguidores oficial de Kiss. De esta forma, la primera formación quedó establecida con Mr. Lordi como vocalista, G-Stealer como bajista, Enary como pianista y Amen como guitarrista —Tomi Putaansuu, Sami Keinänen, Erna Siikavirta y Jussi Sydänmaa, respectivamente—.
Tomi trabajó como artista para productores de cine finlandeses, y en su tiempo libre trabajaba con su banda para el álbum Bend Over and Pray the Lord en 1999. Sin embargo, no encontró una discográfica para el álbum y lo abandonó. Desde entonces, también ilustró un cómic protagonizado por Mr. Lordi, publicado en Finlandia en 2006.
A principios de 2003, se lanzaron a la venta el sencillo «Would You Love a Monsterman» y el álbum Get Heavy, poniéndose a la venta por la discográfica BMG Finland. Tomi fue el responsable de la portada del álbum, de los personajes de los miembros del grupo, de las máscaras y de la mayoría de las canciones.
Muchos de sus trabajos están expuestos en el Rocktaurant, un restaurante basado en Lordi, en Rovaniemi.
Solo tres semanas antes de festival de la canción de Eurovisión 2006, Tomi resbaló en el escenario de un concierto en Hämeenlinna. La banda tuvo que suspender el concierto, pero su participación en Eurovisión no peligró.
En todas las fotografías públicas de Tomi como Mr. Lordi tenía su cara tapada con su máscara y con la vestimenta de su personaje; sin embargo, después de ganar el festival de la canción de Eurovisión, muchas revistas publicaron una fotografía de su cara realizada en 1990, como el presidente del Kiss Army finés.
Se casó en agosto de 2006 en su ciudad natal. La boda se preparó para mayo de ese mismo año, pero se tuvo que posponer por el éxito de «Hard Rock Hallelujah». En 2012, Mr. Lordi fue el representante de Finlandia para anunciar los puntos de su país en el Festival de Eurovisión 2012.

## Personaje en Lordi
Como los otros monstruos de la banda Lordi, Mr. Lordi también tiene una historia y apareció en los cómics del grupo. El padre de Mr. Lordi fue un demonio del Sur y su madre una goblin del Norte. Los demonios invadieron Laponia y raptaron a los goblins. Como un bastardo hijo de ambos, Mr. Lordi recibió poderes sobrenaturales de ellos y durante siglos apareció como varias figuras históricas, como Gengis Kan y Vlad el empalador. Después de derrotar a los demonios y a los goblins, se le conoció como el señor de Laponia. Una de sus aficiones tras ser señor de Laponia, era montar en trineo por el cielo en un trineo llevado por un reno zombi.
Según una teoría, Mr. Lordi pasó siglos buscando el punto central de la Tierra como antes lo buscó la «Hermandad del dragón» (en inglés: Brotherhood of the Dragon). Kalmaged el Viajero del Tiempo cuenta que Mr. Lordi se integró en el campo magnético de la Tierra pudiendo así viajar fácilmente entre distintas dimensiones.
Mr. Lordi juntó a los otros miembros de su grupo para poder enfrentarse a sus enemigos en su guerra interdimensional.

## Discografía

### Lordi
- 1999: Bend Over And Pray The Lord
- 2002: Get Heavy[25]
- 2004: The Monsterican Dream[26]
- 2005: The Monster Show
- 2006: The Arockalypse[27]
- 2008: Deadache
- 2009: Zombilation
- 2010: Babez For Breakfast
- 2012: Scarchives Vol. 1
- 2013: To Beast Or Not To Beast
- 2014: Scare Force One
- 2016: Monstereophonic (Theaterror vs. Demonarchy)
- 2018: Sexorcism
- 2020: Killection
- 2021: Lordiversity
- 2023: Screem Writers Guild
- 2025: Limited Deadition

### Aportaciones a otras bandas
- 1995: Rockmurskaa
- 2005: Domination Black: «Fearbringer»
- 2005: Grandevils: «Grandevils»
- 2006: Agnes Pihlava: «When the Night Falls»
- 2007: Martti Servo & Napander: «Täältä pesee!»
- 2007: «Welcome to Hellsinki» —sencillo—
- 2008: Domination Black: Haunting —EP—
- 2010: 1827 Infernal Musical: «Devil's crashing the party»
- 2011: Neljänsuora: «Valtava Maailma»
- 2011: Jope Ruonansuu: Jopetusministeri
- 2012: Jope Ruonansuu: Veljekset kuin kyljykset
- 2013: Naked Idol: Filthy Fairies
- 2013: Martti Servo: «Sinisellä Sydämellä»

## Filmografía
- 2004: The Kin[28]
- 2008: Dark Floors[29]
- 2014: Monsterman[30]

### Otras apariciones
- 2008: Kirjamaa: Napariirin lukupiiri, programa de entrevistas[31]
- 2008: Promised Land of Heavy Metal, documental sobre música[32]
- 2009: The Podge and Rodge Show: Episodio 4.23 —Temporada 4, episodio 23—, episodio de televisión[33]
- 2010: VIP zprávy: Episodio 1.55 —Temporada 1, episodio 55—, episodio de televisión[34]
- 2011: Jopet Show: Kuuliko? —Temporada 6, episodio 2—, episodio de televisión[35]
- 2011: Mr. Mallorca kohteessa: Episodio 1.3 —Temporada 1, episodio 3—, episodio de televisión[36][37]
- 2011: Kansallisaarre: Joulupukki —Temporada 2, episodio 3—, episodio de televisión[38]

### Otras aportaciones
Referencia:
- 1999: Häjyt – guionista gráfico
- 1999: Historiaa tehdään öisin – guionista gráfico
- 2011: Kuilu – efectos especiales de maquillaje
- 2001: Rölli ja metsänhenki – guionista gráfico
- 2003: Pahat pojat – guionista gráfico